# セント・メリーズ・スタジアム
セント・メリーズ・スタジアム（英: St Mary's Stadium）は、イングランド・ハンプシャーのサウサンプトンにあるサッカー専用スタジアム。サウサンプトンFCがホームスタジアムとして使用している。

## スタジアムの歴史
1980年代よりサウサンプトンFCはフットボールリーグで好成績を残しており（特に1984年はリーグ準優勝）、手狭で大幅な拡張工事を行えなかったザ・デルに代わる新しいスタジアムにクラブを移転させる計画があった。
ヒルズボロの悲劇を受けて1990年1月29日に発表されたテイラー・レポートは、フットボールリーグディビジョン1及びディビジョン2に所属するクラブに対し、1994年8月までに全席座席のスタジアムを整備するよう要求した。当初、クラブはザ・デルを全席座席のスタジアムとして改装することとし、1993年に工事が完了したが、改装されたスタジアムはわずか15,000人しか収容できず、一方、クラブは1992年から新設されたFAプレミアリーグに残留し続けたことから、移転への模索は続いた。
長らく、サウサンプトン郊外のストーンハムに25,000席のスタジアムとレジャー施設の複合施設を建設する方法が模索されたが、結局これは実現せず、代わりに市の評議会はザ・デルから1.5マイル（2.4キロメートル）ほど離れた市の中心地のガス作業場跡地に新しいグラウンドを建設する許可を出した。
サウサンプトンFCは、かつて、移転予定地の近所のセント・メリーズ教会のメンバーによって、「セント・メリーズ・チャーチ・ヤング・メンズ・アソシエーション」（セント・メリーズ教会青年会）として創設され、その後、「サウサンプトン・セント・メリーズFC」、そして最終的に現在の「サウサンプトンFC」へと変更されたという経緯があったことから、この移転はクラブの里帰りとして話題となった。
工事は1999年12月に着工され、2001年7月末に完了した。スタジアム自体の建設と周辺のインフラ整備を含めて総額で3,200万ポンドの資金が投入された。
セインツ（サウサンプトンFCの愛称）は2001年8月にザ・デルから新スタジアムへと移転し、収容人数わずか15,000人強で新スタジアムの半分にも満たない旧スタジアムはその役目を終えた。新スタジアムでの初試合は2001年8月1日のRCDエスパニョール戦で、この試合はエスパニョールが4-3で勝利を収めた。
このスタジアムで初のハットトリックを達成したのはサウサンプトンの選手ではなく、サウサンプトンの試合でもなかった。オールダーショット・タウンFCのスタフォード・ブラウンは、2002年5月1日、ハンプシャー・シニア・カップ決勝のハヴァント・アンド・ウォータールーヴィルFC戦で3ゴールを挙げ、3-1でチームを勝利に導いた。

## 施設概要

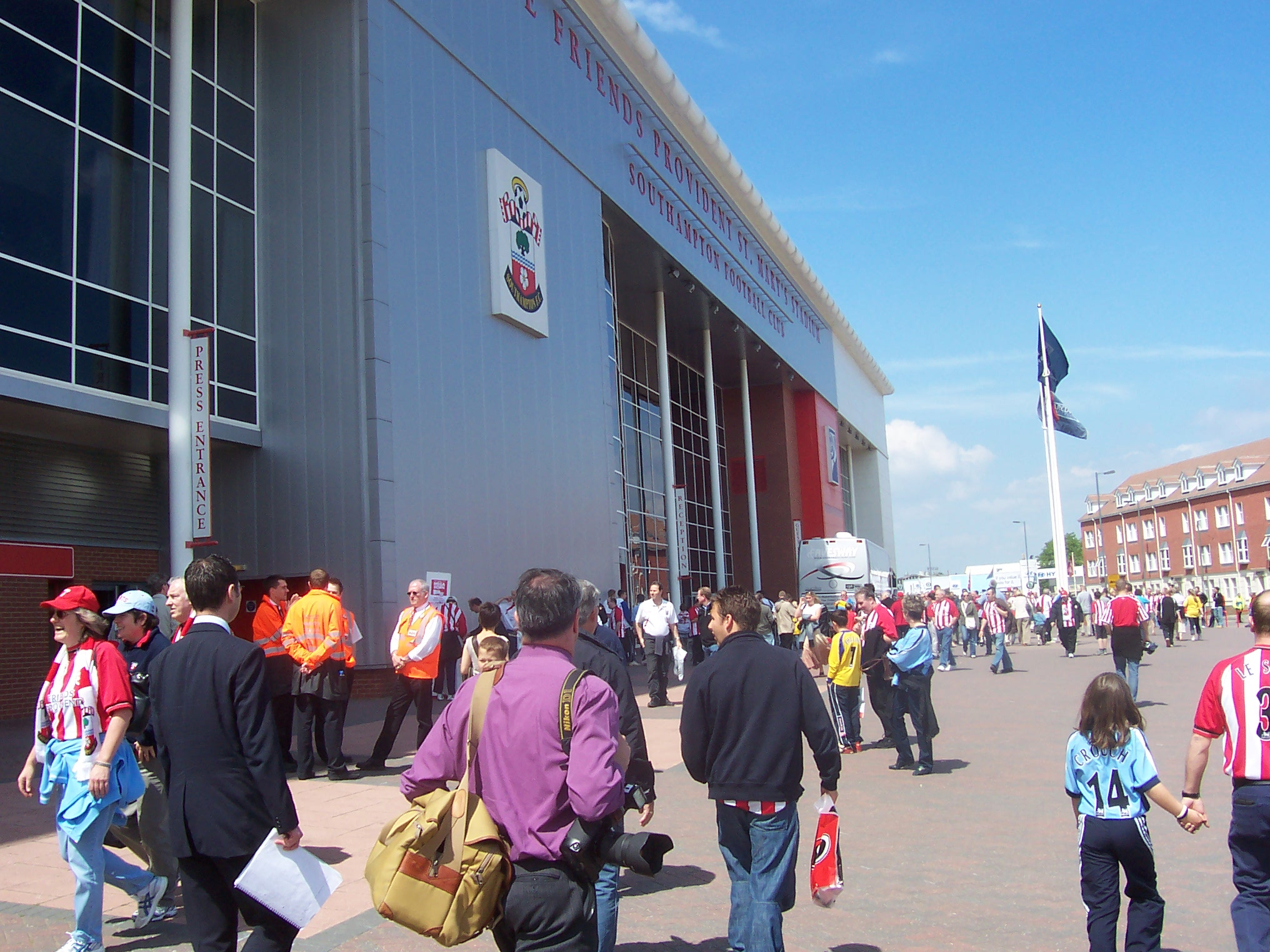
正面の外観

スタジアムの形状は、観客席全体が等しい高さの完全なすり鉢状である。また、両端にはどの席からでも見ることができる大きなスクリーンがそれぞれ設置されている。
スタジアムは4つのスタンドに分かれていて、それぞれのスタンドに隣接しているサウサンプトンの地名に因んだ名前がつけられている。東側のメインスタンドが「イッチェンスタンド」で、後ろ側をイッチェン川が流れる。その対面が「キングスランドスタンド」。南側のゴールの後ろにあるのが「チャペルスタンド」、そして北側が「ノータムスタンド」である。
チャペルスタンド、キングスランドスタンド、ノータムスタンドの背面の壁は、ピッチに光をなるべく多く取り入れるために半透明のパネル状になっている。南端のチャペルスタンドの屋根も同様の理由により大部分が半透明になっている。
イッチェンスタンドの背面には42の貴賓室と警察のコントロール室が用意されている。また、このスタンドにはクラブ事務所、更衣室、報道関係者用の設備、企業優待スイートが設置されている。4つの優待スイートにはそれぞれサウサンプトンFCで功績を残した選手の名前がつけられている:
- テリー・ペイン（英語版）
- ミック・シャノン
- ボビー・ストークス（英語版）
- マット・ル・ティシエ

ノータムスタンドはホームサポーター席だけでなく、ビジターサポーター席としても利用されている。ビジターサポーターには、カップ戦では最大4,250人分（最大収容能力の15パーセントに相当）、リーグ戦では最大3,200人分の座席が、それぞれ割り当てられる。

## 名称
オープンした際のグラウンドの正式名称は「ザ・フレンズ・プロヴィデント・セント・メリーズ・スタジアム」であった。クラブは当初、スタジアムの名称をスポンサー名のみにしようとしたが、ファンからの要望もあって非商業的な名称が含まれることになった。そして、2006年からスポンサーとなったFlybeは、スタジアムの命名権までは買収しなかったため、スポンサー名が含まれない「セント・メリーズ・スタジアム」という名称に落ち着くことになった。

## 観客数

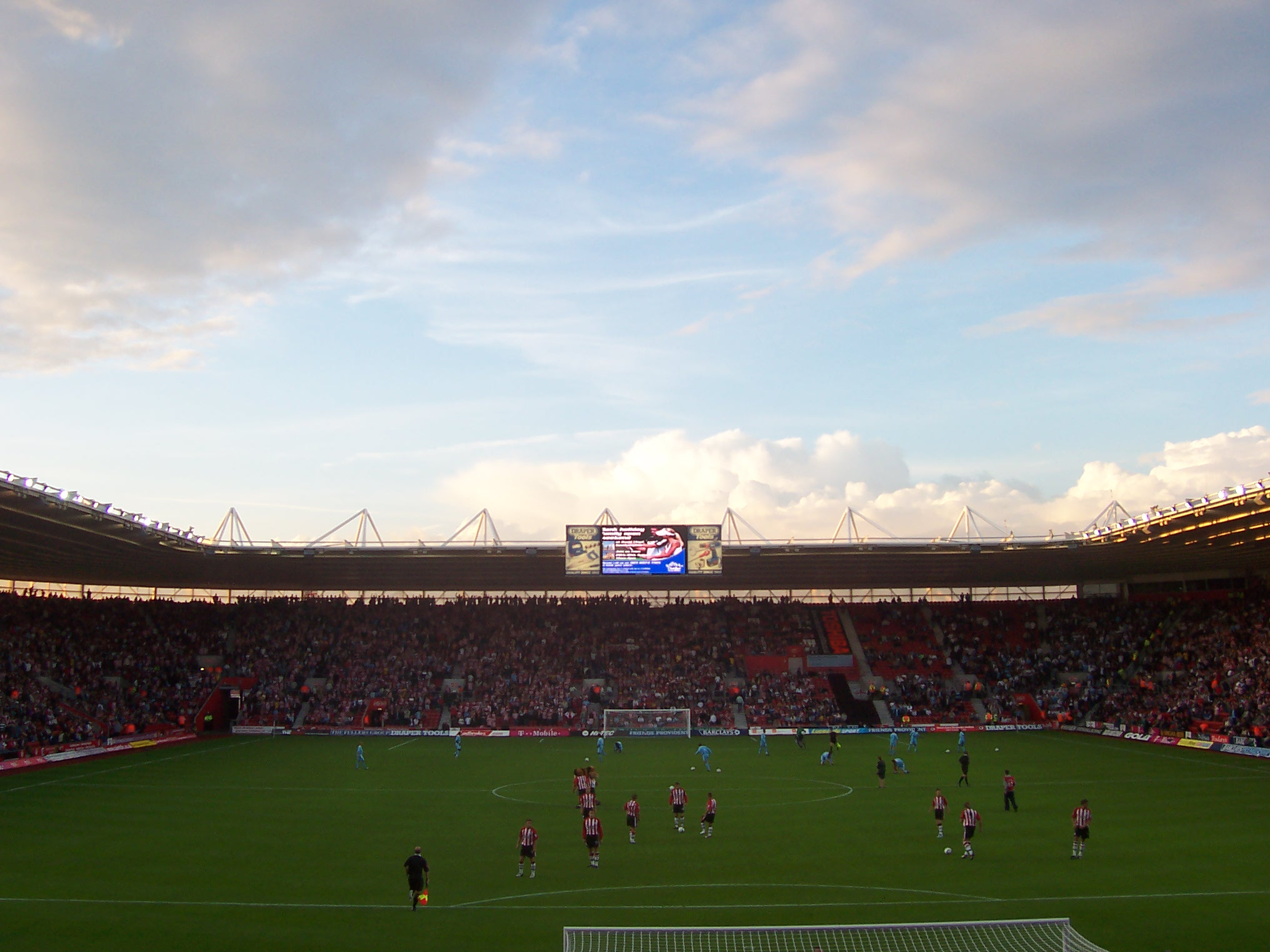
内部の様子

このグラウンドの最大収容人数は報道関係者席、幹部席も含めて32,689人（全席座席）である。ただし、ノータムスタンドにはホームとアウェーのサポーターの緩衝地帯が設けられるため、通常の試合では上記の最大収容人数に達することはない。
現在の観客数の最高記録は、2012年4月28日のサウサンプトン対コヴェントリー・シティの試合で、観客数は32,363人であった。逆に最低記録は、サウサンプトン対シェフィールド・ユナイテッドの試合で、観客数は13,257人であった 。
クラブがFAプレミアリーグに所属していた2004-05シーズンまでは平均観客数3万人台を維持していたが、クラブが下部リーグに降格してからは観客は減少。
しかし、2009-10シーズンは、フットボールリーグ1(3部)に所属していたにもかかわらず、観客数が大幅に増え、2009年のボクシング・デー（12月26日）に行われたリーグ1のエクセター・シティ戦では30,890人の観客数を記録した。結局、シーズンの平均観客数は20,982人で、チャンピオンシップ(2部)から降格したシーズンにもかかわらず、3,000人近くも増加した。なお、カップ戦では、フットボールリーグトロフィーのミルトン・キーンズ・ドンズ戦で29,901人、その4日後のFAカップ・ポーツマス戦（サウス・コースト・ダービー）で31,385人を記録した。
引き続きリーグ1に所属した2010-11シーズンも、サポーターの後押しを受け、観客数は18,000人を切ることはなかった。このシーズンの最低観客数はヨーヴィル・タウン戦の18,623人、最多観客数はウォルソール戦の31,653人であった。
その翌年の2012-13シーズンにチームがチャンピオンシップに昇格すると観客数は急増。
さらに2013-14シーズンにチームが2004-2005シーズン以来のFAプレミアリーグを果たすと、平均観客数はほぼ2000年代前半と同水準の3万人台まで回復した。
その後のシーズンの平均観客数は、概ね30,000人から31,000人の間で推移し続けている。

## テッド・ベイツの記念像
2007年3月17日、10万2000ポンドを掛けて製作されたクラブの往年の名選手テッド・ベイツの記念像がイッチェン・スタンド（メインスタンド）側の正面にて披露された。するとすぐにサポーターから、像が不釣り合いに大きく、しかもあまり似ていないとの批判が寄せられた。この11フィート（約3.4メートル）の像は彫刻家のイアン・ブレナンによって制作された。
当時の会長のレオン・クラウチは、像の製作のための資金管理、像の発注及び設置を行ったテッド・ベイツ信託組合（Ted Bates Trust）に対して、像の交換又は改修に対して資金を援助すると述べた。こうして像は除幕から1週間も経たないうちに撤去された。新しい像は2008年3月22日に披露された。

## 開催された主な試合

### サッカー
- UEFA欧州女子選手権2022

| 日付          | ホームチーム   | 結果 | アウェーチーム | 大会      |
| ------------- | -------------- | ---- | -------------- | --------- |
| 2022年7月7日  | ノルウェー     | 4-1  | 北アイルランド | グループA |
| 2022年7月11日 | オーストリア   | 2-0  | 北アイルランド | グループA |
| 2022年7月15日 | 北アイルランド | 0-5  | イングランド   | グループA |

- 国際Aマッチ

| 日付           | ホームチーム | 結果 | アウェーチーム | 大会                        |
| -------------- | ------------ | ---- | -------------- | --------------------------- |
| 2001年10月7日  | 日本         | 2-2  | ナイジェリア   | 親善試合                    |
| 2002年10月16日 | イングランド | 2-2  | 北マケドニア   | UEFA EURO 2004予選グループ7 |

全ての国際Aマッチはen:St Mary's Stadium#International games hostedを参照。

## サッカー以外の用途
現代のスタジアムでは通常であるが、スタジアムは会議場としても使用され、優待スイートは、週の大半は会議目的で利用することができる。
スタジアムにはクラブが支援するチャリティー団体の「セインツファンデーション」が入っている。また、市が支援する「サウサンプトン市トレーニングオフィス」も入っており、若者の職業訓練を行っている。
また、セント・アンズやセント・ジョージズなどの地元の多くの学校がプロムの会場として利用している。
このスタジアムで007 カジノ・ロワイヤルなどの映画の試写会も開かれたことがあり、2005年はエルトン・ジョン、2006年はボン・ジョヴィのコンサートが開かれた。2007年8月にはエルヴィス・プレスリーのトリビュートイベントが開催され、2007年10月25日にはサウサンプトンFCのファンでもあるクレイグ・デイヴィッドが演奏したが、どちらも会場はスタジアムのメインボウル（ピッチ）ではなかった。2008年6月11日にはボン・ジョヴィが再びセント・メリーズで演奏を行った。
当初は2015年のラグビーワールドカップでもこのスタジアムが会場として利用される予定であったが、結局この大会では使用されなかった。

## セント・メリーズにおけるサウサンプトンFCの記録
平均観客数と所属リーグ: 　

2016-17: 30,936 (FAプレミアリーグ) 

2015-16: 30,750 (FAプレミアリーグ) 

2014-15: 30,652 (FAプレミアリーグ) 

2013-14: 30,212 (FAプレミアリーグ) 

2012-13: 30,874 (FAプレミアリーグ) 

2011-12: 26,419 (フットボールリーグ・チャンピオンシップ) 

2010-11: 22,160 (フットボールリーグ1) 

2009-10: 20,982 (フットボールリーグ1) 

2008–09: 17,849 (フットボールリーグ・チャンピオンシップ) 

2007–08: 22,253 (フットボールリーグ・チャンピオンシップ) 

2006–07: 23,556 (フットボールリーグ・チャンピオンシップ) 

2005–06: 23,614 (フットボールリーグ・チャンピオンシップ) 

2004–05: 30,610 (FAプレミアリーグ) 

2003–04: 31,699 (FAプレミアリーグ) 

2002–03: 30,680 (FAプレミアリーグ) 

2001–02: 30,633 (FAプレミアリーグ)　

最高観客数:

32,363 対コヴェントリー・シティ、フットボールリーグ・チャンピオンシップ、2012年4月28日
最高得失点差での勝利（8点差）:

8–0 対サンダーランド、FAプレミアリーグ、2014年10月18日

最高失得点差での敗北（4点差）: 

0–4 対マンチェスター・ユナイテッド、FAカップ、2005年3月12日

両チームの合計得点が最高の試合（8点）:

8–0 対サンダーランド、FAプレミアリーグ、2014年10月18日